# شهرستان یویانگ
شهرستان یویانگ (به لاتین: Yueyang County) یک شهرستان‌های جمهوری خلق چین در چین است که در یویونگ واقع شده‌است.